# NHL Amateur Draft 1964
L'NHL Amateur Draft 1964 è stato il 2º draft della National Hockey League. Si è tenuto l'11 giugno 1964 presso il Queen Elizabeth Hotel di Montréal.
Così come nel caso del Draft 1963 furono ammessi alla selezione i giocatori che avrebbero compiuto i 17 anni di età fra il 1º agosto 1964 ed il 31 luglio 1965 non appartenenti alle formazioni giovanili sponsorizzate dalle squadre della NHL.
L'ordine di selezione nel draft fu già stabilito nel 1963 con la seguente scaletta: Red Wings, Bruins, Rangers, Black Hawks, Maple Leafs e Canadiens. A ciascuna formazione furono concesse quattro scelte, con la possibilità per ciascuna di esse di poter rinunciare ad esse e di far avanzare così la formazione successiva. Quest'anno furono esercitate tutte e 24 le scelte.
Con la terza scelta dei Boston Bruins, la quattordicesima assoluta, si verificò una situazione denominata steal of the draft: Ken Dryden rese nota ai Bruins la propria intenzione di iscriversi alla Cornell University per conseguire un Bachelor of Arts al posto di divenire un giocatore professionista. I Bruins cedettero i diritti di trattativa ai Canadiens, squadra per cui rimase per oltre sette stagioni, conquistando un Conn Smythe Trophy, il Calder Memorial Trophy, cinque Vezina Trophy, cinque apparizioni all'All-Star Game, cinque First All-Star e sei Stanley Cup.
I Detroit Red Wings selezionarono l'ala destra Claude Gauthier dai Rosemount Midgets, i Boston Bruins invece come seconda scelta puntarono sull'ala destra Alec Campbell, proveniente dai Strathroy Midgets, mentre i New York Rangers scelsero in terza posizione il difensore Bob Graham dei Toronto Marlboro Midgets. Fra i 24 giocatori selezionati 18 erano attaccanti, 5 erano difensori mentre uno era portiere. Dei giocatori scelti solo nove giocarono in NHL, e Ken Dryden entrò a far parte della Hockey Hall of Fame.

## Turni
|  | = NHL All-Star |  |  | = Membro della Hall of Fame |

Legenda delle posizioni

A = Attaccante   AD = Ala destra   AS = Ala sinistra   C = Centro   D = Difensore   P = Portiere

### Primo giro
| # | Giocatore            | Nazionalità | Squadra NHL         | Squadra di provenienza             |
| - | -------------------- | ----------- | ------------------- | ---------------------------------- |
| 1 | Claude Gauthier (AD) | Canada      | Detroit Red Wings   | Rosemount Midgets (SAAAMHL)        |
| 2 | Alec Campbell (AD)   | Canada      | Boston Bruins       | Strathroy Midgets (OAAAMHL)        |
| 3 | Bob Graham (D)       | Canada      | New York Rangers    | Toronto Marlboro Midgets (OAAAMHL) |
| 4 | Richie Bayes (C)     | Canada      | Chicago Black Hawks | Dixie Midgets (OAAAMHL)            |
| 5 | Tom Martin (AD)      | Canada      | Toronto Maple Leafs | Toronto Marlboro Midgets (OAAAMHL) |
| 6 | Claude Chagnon (C)   | Canada      | Montreal Canadiens  | Rosemount Midgets (SAAAMHL)        |

### Secondo giro
| #  | Giocatore           | Nazionalità | Squadra NHL         | Squadra di provenienza             |
| -- | ------------------- | ----------- | ------------------- | ---------------------------------- |
| 7  | Brian Watts (AS)    | Canada      | Detroit Red Wings   | Toronto Marlboro Midgets (OAAAMHL) |
| 8  | Jim Booth (AS)      | Canada      | Boston Bruins       | Sault Ste. Marie Midgets (OAAAMHL) |
| 9  | Tim Ecclestone (AD) | Canada      | New York Rangers    | Etobicoke Capitols (MetJHL)        |
| 10 | Jan Popiel (AS)     | Canada      | Chicago Black Hawks | Georgetown Midgets (OAAAMHL)       |
| 11 | Dave Cotey (A)      | Canada      | Toronto Maple Leafs | Aurora Bears (SOJCHL)              |
| 12 | Guy Allen (D)       | Canada      | Montreal Canadiens  | Stamford Bruins (NDJBHL)           |

### Terzo giro
| #  | Giocatore           | Nazionalità | Squadra NHL         | Squadra di provenienza             |
| -- | ------------------- | ----------- | ------------------- | ---------------------------------- |
| 13 | Ralph Buchanan (AS) | Canada      | Detroit Red Wings   | Montreal East Midgets (QAAAMHL)    |
| 14 | Ken Dryden (P)      | Canada      | Boston Bruins       | Etobicoke Capitols (MetJHL)        |
| 15 | Gordon Lowe (D)     | Canada      | New York Rangers    | Toronto Marlboro Midgets (OAAAMHL) |
| 16 | Carl Hadfield (AD)  | Canada      | Chicago Black Hawks | Dixie Beehives (MetJHL)            |
| 17 | Mike Pelyk (D)      | Canada      | Toronto Maple Leafs | Toronto Marlboro Midgets (OAAAMHL) |
| 18 | Paul Reid (A)       | Canada      | Montreal Canadiens  | Kingston Midgets (OAAAMHL)         |

### Quarto giro
| #  | Giocatore           | Nazionalità | Squadra NHL         | Squadra di provenienza          |
| -- | ------------------- | ----------- | ------------------- | ------------------------------- |
| 19 | René LeClerc (AD)   | Canada      | Detroit Red Wings   | Hamilton Mountain Bees (NDJBHL) |
| 20 | Blair Alister (C)   | Canada      | Boston Bruins       | Ingersoll Marlands (WBJHL)      |
| 21 | Syl Apps Jr. (C)    | Canada      | New York Rangers    | Kingston Midgets (OAAAMHL)      |
| 22 | Moe L'Abbé (C)      | Canada      | Chicago Black Hawks | Rosemount Midgets (SAAAMHL)     |
| 23 | Jim Dorey (D)       | Canada      | Toronto Maple Leafs | Stamford Bruins (NDJBHL)        |
| 24 | Michel Jacques (AS) | Canada      | Montreal Canadiens  | Lac Megantic Royal (LHJAA)      |